# Schloss Grenzach
Das Schloss Grenzach war ein Wasserschloss oder Weiherhaus (Wyger Hus) im Ortsteil Grenzach der Gemeinde Grenzach-Wyhlen (Landkreis Lörrach in Baden-Württemberg), dessen erste bekannte Erwähnung von 1315 datiert.

## Geschichte
Die erste heute bekannte Erwähnung des Wasserschlosses findet sich in einem Verzeichnis der Jahrzeitzinse des Predigerklosters Basel. Zu jener Zeit gehörte das Schloss dem Basler Geschlecht der Vorgassen, genannt Hagedorn.
1445 befand sich das Schloss im Eigentum des Basler Achtburgers Peter von Hegenheim. Im Alten Zürichkrieg, in dem Basel im Bündnis mit Bern und Rheinfelden mit den Habsburgern und deren adeligem Anhang kämpfte, wurde das Schloss am 9. September 1445 von den Truppen des Habsburger Herzogs Albrecht IV. verbrannt. 
Im November 1448 wurde das Schloss nochmals von den Habsburgern gebrandschatzt.

### Die Herren von Bärenfels 1491–1735
1491 erhielten die Herren von Bärenfels das Schloss und das obere Dorf Grenzach als Lehen von Markgraf Philipp von Hachberg-Sausenberg. Die 1601 begründete Grenzacher-Linie der Herren von Bärenfels nahm ihren Sitz auf Schloss Grenzach.
1688 bestand das Schlossareal aus einem großen Wohnbau auf der Ostseite und dem grundsätzlich heute noch bestehenden Bau auf der Südseite. Im Norden und Westen war das Gelände durch eine Mauer mit Schießscharten geschützt, und in der westlichen Mauer stand ein Torturm. Dieser gesamte überbaute Bereich war von einem Weiher umgeben. Die Meierei und die Wirtschaftsgebäude befanden sich außerhalb des Weihers auf der Westseite.
Im Pfälzischen Erbfolgekrieg wurde das Schloss 1689 von französischen Truppen besetzt und stark beschädigt. Die Bärenfels waren nicht mehr in der Lage, das Schloss zu sanieren, und 1735 verkaufte Friedrich von Bärenfels sein Lehen an den Markgrafen Karl III. Wilhelm von Baden-Durlach. Das Schloss war immer noch ein Weiherschloss mit 12 Räumen, und dazu gehörten ein Meierhof und Wirtschaftsgebäude.

### Im Eigentum der Markgrafen (1735 bis 1767)
Die Markgrafen verpachteten das Schloss zunächst an Ludwig Christoph Naber, den Dorfrichter von Grenzach.
1744 musste der baufällige, größere Ostflügel des Schlosses abgebrochen werden, weshalb in der Zeit danach nur noch von einem Schlössle gesprochen wurde. Danach wurde das Schlössle dem Basler Gastwirt Nikolaus Frantz und in der Folge an den Baselbieter Heinrich Dürrenberg und später den Grenzacher Hans Steiner verpachtet. Immer wieder wiesen Berichte auf den baufälligen Zustand der gesamten Anlage hin.

### Weiterer Niedergang und endliche Sanierung
1767 verkaufte die Markgrafschaft die Liegenschaft an die Gemeinde Grenzach, und diese veräußerte es 1769 an den Ostschweizer Textilfabrikanten Johannes Neef. Dieser erhielt von den Behörden die Genehmigung, eine Tuchfabrik zu eröffnen. 1781 ersteigerte der Basler Johann Rudolf Burckhardt das Anwesen aus dem Nachlass von Neef. Die Gebäude werden noch immer als baufällig beschrieben. Nach weiteren Besitzwechseln erscheint ab 1820 der Basler Johann Jakob Imhof als alleiniger Eigentümer des Schlössle, und dessen Nachkommen blieben bis 1913 die Eigentümer. Johann Jakob Imhof-Roschet sanierte zu Beginn des 19. Jahrhunderts das Schlösschen auf gehobenem Niveau. Hierbei wurde auch ein klassizistischer Anbau errichtet. 1913 verkaufte es die Familie Imhof an Fritz Hoffmann, einen der Gründer der Hoffmann, Traub & Cie (heute F. Hoffmann-La Roche AG). Das Gebäude ging dann 1916 auf die Firma von Hoffmann über, die 1919 eine Werkswohnung darin einrichtete. Seit 1970 stellte Hoffmann-La Roche im Schlössle Räume für Kunstausstellungen zur Verfügung. 1996 tauschte die Gemeinde mit der Firma Hoffmann-La Roche eine Liegenschaft und übernahm das Schlössle. Angesichts der notwendigen Sanierungsmaßnahmen war man 2007 froh über einen privaten Käufer.